# 迈克尔·琼斯
迈克尔·琼斯（英語：Michael Jones，1994年6月10日—），英国男子游泳运动员。他曾代表英国参加2016年夏季残疾人奥林匹克运动会游泳比赛，获得男子400米自由泳S7级金牌。